# Chiang Mai (stad)
Chiang Mai of Chiengmai  (tʃæŋˈmaɪ Thai: เชียงใหม่ ⓘ, Lanna: ᨩ᩠ᨿᨦ ᩲᩉ᩠ᨾ᩵ ⓘ), is de hoofdstad van de Thaise provincie Chiang Mai, grootste stad in Noord-Thailand en de op een na grootste stad van Thailand. Chiang Mai ligt zo'n 700 km ten noorden van Bangkok tussen de hoogste bergen van het land. De stedelijke agglomeratie heeft een inwonertal van 1,2 miljoen. De rivier de Ping stroomt door de stad en is een zijrivier van de Menam.
In de laatste veertig jaren is de stad in hoog tempo gemoderniseerd, maar het is niet zo'n wereldstad als Bangkok. Er zijn veel redenen waarom er jaarlijks duizenden toeristen naar de stad komen, onder andere vanwege de belangrijke strategische ligging in het verleden in verband met de zijderoute. Later is de stad vooral een belangrijk centrum geworden voor handwerken, paraplu's, juwelen (voornamelijk zilver) en houtsnijwerk.
De stad (alleen stadscentrum) maakt met ruim 40,2 km² maar iets meer dan een kwart uit van het district Amphoe Mueang Chiang Mai (ruim 152 km²). Op dit gebied bedraagt het inwonertal 127.240 (2019). In de praktijk loopt de stad door naar enkele naburige districten, namelijk naar Mae Rim in het noorden, Hang Dong in het zuiden, San Kamphaeng in het oosten en Suthep in het westen. Het inwonertal van de aldus gevormde stedelijke agglomeratie (ruim 405 km²) bedraagt dan 1.197.931, 66 procent van de provincie Chiang Mai (1,8 miljoen).

## Stedelijk gebied en bevolking
De stad is onderverdeeld in 4 stadswijken (Kwaeng) namelijk:
- Nakhon Ping bestrijkt het noordelijk deel van de stad
- Srivijaya bestrijkt het westelijk deel van de stad
- Mengrai bestrijkt het zuidelijk deel van de stad
- Kavilla bestrijkt het oostelijk deel van de stad

Het centrale deel (de oude ommuurde stad) is voor het grootste gedeelte in Srivijaya gesitueerd.
Sinds het gemeentelijk stadsgebied in 1983 werd vergroot tot 40,2 km², zijn er geen wijzigingen of aanpassingen aan aangebracht, zelfs niet met een aanzienlijke bevolkingsgroei in de jaren daarna. In 1983 overschreed het stedelijke gebied van Chiang Mai, met een bevolking van 127.000, al de gemeentelijke stadsgrenzen en groeide het tot meer dan een miljoen mensen in 2022.
In officiële plannen van de provinciale administratieve organisatie van Chiang Mai zijn de nieuwe en actuele stadsgrenzen geschetst, waardoor de oude gemeentelijke stadsgrens in het district Amphoe Muaeng Chiang Mai is uitgebreid naar Mae Rim in het noorden, San Kamphaeng in het oosten, Hang Dong in het zuiden en Suthep in het westen. Deze nieuwe omvang, met een oppervlakte van 405 km², vormt het volledige stedelijke gebied van Chiang Mai.
Het hele gebied heeft een gecombineerde bevolking van 1.197.931 inwoners, waardoor Chiang Mai de tweede grootste stad van Thailand is na Bangkok (10,7 miljoen mensen) en twee keer zo groot is als de derde grootste stad Nakhon Ratchasima (naar schatting: 500.000 mensen).
Vanwege de verouderde telmethode van geregistreerde inwoners, wordt de ware grootte van Chiang Mai vaak verkeerd geïnterpreteerd en verkeerd voorgesteld, waardoor onbedoeld het belang van de stad in Thailand wordt verminderd.

## Bezienswaardigheden

### In de stad
- De oude stadsmuren en -poorten
- Night Bazar
- Buak Had stadspark
- Tempels (Wats)
  - Wat Chedi Luang
  - Wat Chiang Man
  - Wat Phra Singh

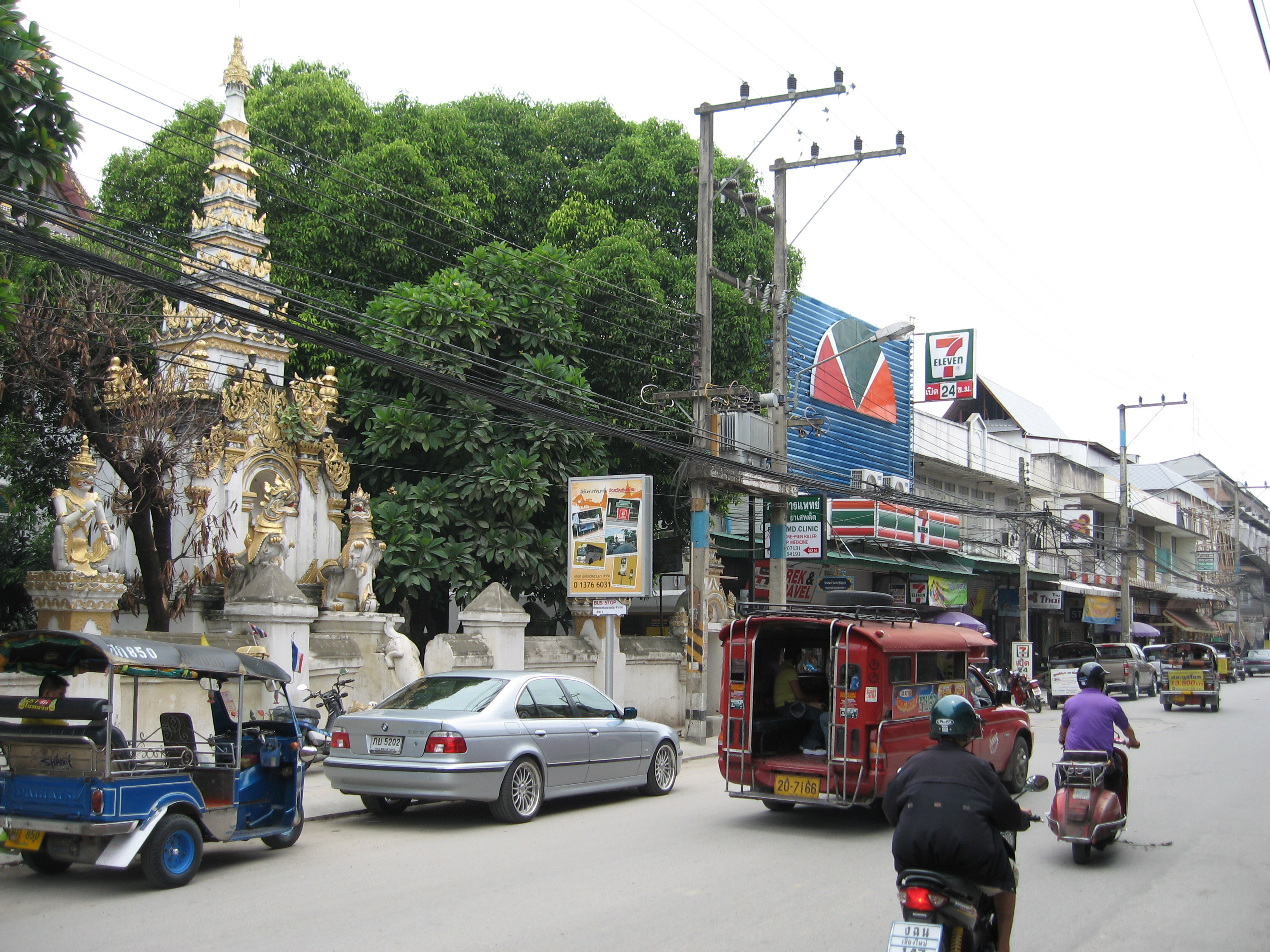
Stadsgezicht van Chiang Mai: Tha Phae Road ter hoogte van Wat Mahawan

- Chiang Mai Zoo (met panda's en koala's)

### In de omgeving

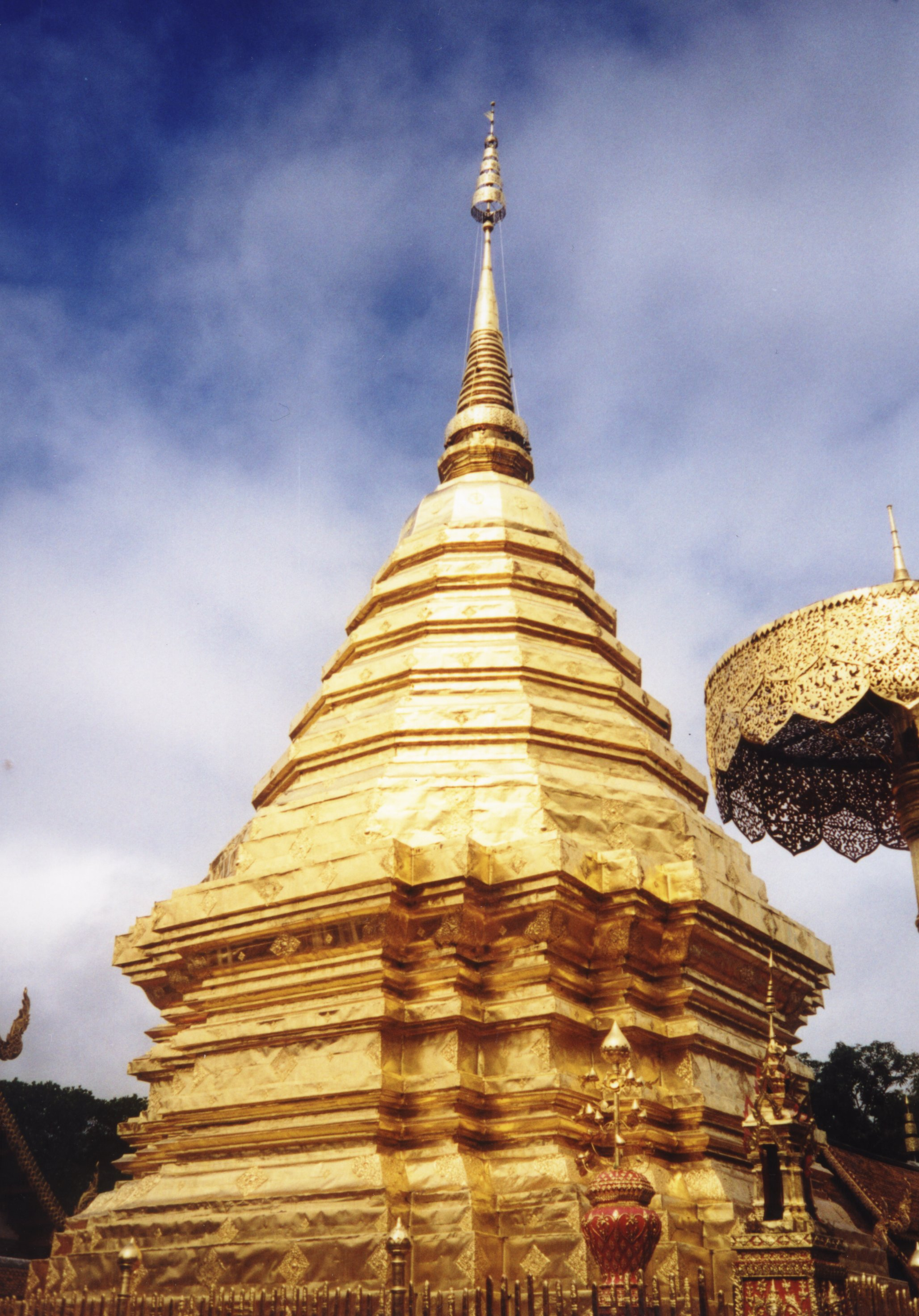
De chedi in Wat Phrathat Doi Suthep, aan de rand van Chiang Mai

- Wat Phrathat Doi Suthep
- Phu Phing Paleis
- Night Safari
- Royal Flora Ratchaphruek
- Olifantentrainingskamp van Mae Sa
- Bo Sang (parasoldorp)
- San Khamphaeng
- Nationaal park Doi Inthanon

## Transport

### Van en naar Chiang Mai
Aan de rand van de stad ligt de Internationale Luchthaven Chiang Mai, ook bevindt zich in Chiang Mai station Chiang Mai met verbindingen naar Hua Lamphong in Bangkok.
Het startpunt van de Eastern Oriënt-Express is enkele malen per jaar ook in Chiang Mai en rijdt dan via Bangkok door Maleisië en eindigt in Singapore.

### In Chiang Mai
Het lokale openbaar vervoer wordt gedomineerd door tuk-tuks en songtaews. Ook zijn er meter-taxi's, Grab-taxi's, motor-taxi's en is er een (zeer onregelmatige) busdienst.

## Religie
Sinds 1965 is de stad de zetel van het rooms-katholieke bisdom Chiang Mai.

## Overleden
- Frits Staal (1930-2012), Nederlands filosoof en taalkundige